# Microchorema
Microchorema is een geslacht van schietmotten van de familie Hydrobiosidae.

## Soorten
- M. extensum F Schmid, 1964
- M. larica OS Flint, 1970
- M. peniai F Schmid, 1958
- M. recintoi F Schmid, 1955